# American Dialect Society

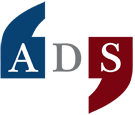
American Dialect Society

A American Dialect Society é uma sociedade fundada em 1889 dedicada ao estudo da língua inglesa na América do Norte, e de outras línguas, ou dialetos de outras línguas, que influenciam ela ou são influenciadas por ela.